# François Chicoyneau
Pour les articles homonymes, voir François Chicoyneau (1702-1740) et Chicoyneau.

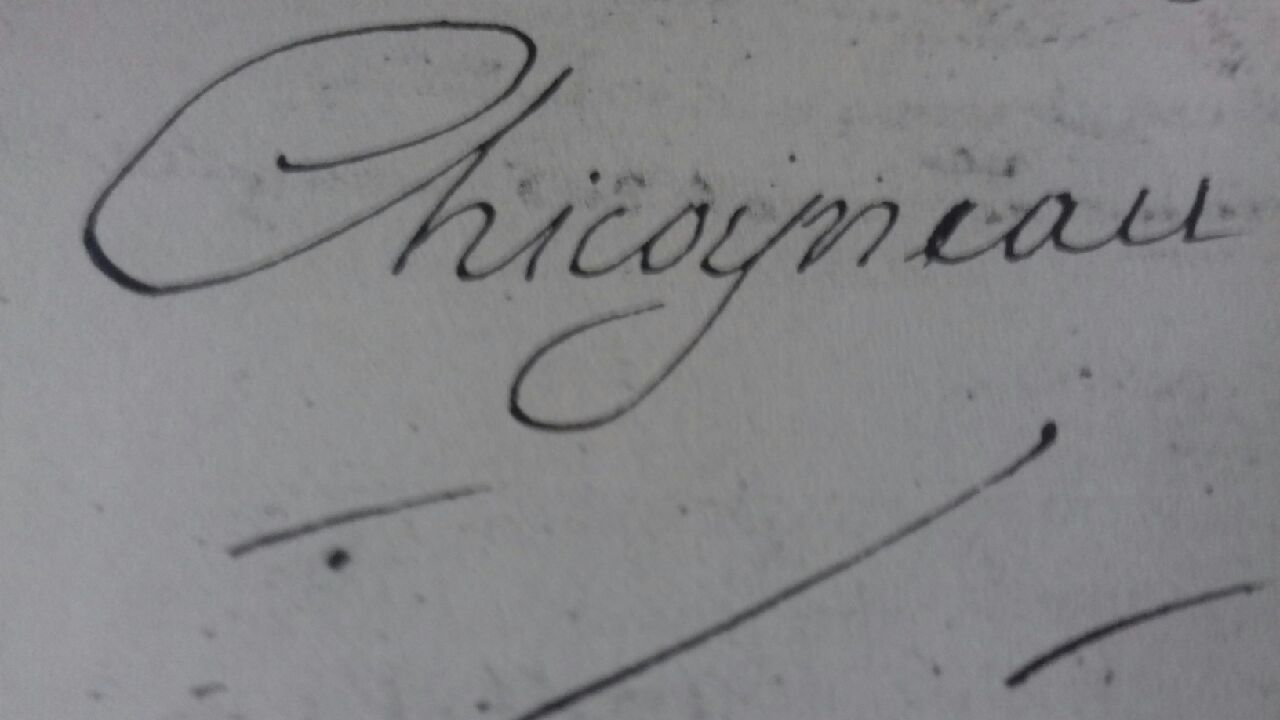
Signature de François Chicoyneau. Contrat de mariage avec Catherine Fournier(1695).

François Chicoyneau est un médecin français, né à Montpellier le 23 avril 1672 et mort à Versailles le 13 avril 1752 .

## Biographie

### Famille
François Chicoyneau naît à Montpellier en 1672. Il est issu de la noblesse de robe.

#### Parents
Il est fils de Michel Chicoyneau, né à Blois en 1626 , élu en l'élection de Blois, et de Marie Richier de Belleval, d'origine picarde. Le couple s'est marié à Blois en 1624. Les Chicoyneau sont des bourgeois blésois qui, de la condition de marchands drapiers, se sont élevés aux fonctions de notaire et receveur d'impôt.
En 1652, Michel Chicoyneau rejoint à Montpellier son cousin Martin Richer de Belleval, qui exerce la médecine. Il lui succède, en 1664, comme intendant du Jardin royal.
Cultivé et spirituel, il harangue en ces termes le cardinal Pierre de Bonzi,  évêque de Béziers, d'origine florentine :

« Italia te fecit nobilem ; Gallia magnum ; Polonia eminentissimum ; utinam Roma sanctissimum, et ars nostra saluberrimum ! »

En 1678, il devient conseiller en la cour des comptes, aides et finances de Montpellier, charge qui lui confère la noblesse. Chancelier et professeur de botanique et d’anatomie à la faculté de Médecine de Montpellier, il décède en 1701.
Sa mère, Catherine de Pichot, est fille de Balthasar Pichot, conseiller du roi en la cour des comptes, aides et finances de Montpellier, et de Catherine de Pourtalès.

#### Frères et sœurs
Michel Chicoyneau et Catherine de Pichot ont pour enfants :
- Michel Aimé (1670[6] - 1691[7]) ;
- Gaspard (1673[8] - 1693[9]), noyé accidentellement dans le Lez en herborisant ;
- Antoinette Violan(de) (1677[10] - après 1697) ;
- Catherine (morte après 1734), épouse de René Gaspard de Tremolet, bailli lieutenant du roi en la citadelle de Montpellier, auquel elle survit[11].

#### Épouses
François Chicoyneau épouse :
- Catherine Fournier, fille d'un bourgeois de Montpellier, en 1695[12]. Elle décède en 1704[13] ;
- Marie Chirac[14], fille de son professeur Pierre Chirac, en 1712[15]. Elle décède le 9 septembre 1750 et est inhumée le lendemain en la paroisse Notre-Dame de Versailles.

#### Enfants
De son mariage avec Catherine Fournier, François Chicoyneau a pour enfants :
- Antoinette Violan(de) (1698[16] - après 1751). En 1719, elle épouse Jean Pas, conseiller du roi en la cour des comptes, aides et finances de Montpellier [17] ;
- François (1702 - 1740), botaniste distingué.

De son union avec Marie Chirac naissent :
- Catherine (1712[18] - 1763[19]). En 1736, elle épouse à Versailles Alexandre Dubois-Descours, marquis de La Maisonfort, officier de marine ;
- Claire (1714[20] - après 1779 à Angoulême [21] ?). En 1738, elle épouse à Versailles Louis Auguste de Fortisson, maître de camp de cavalerie, aide major de brigade de la compagnie des deux cents chevau-légers de la garde ordinaire du roi[22] ;
- Jean Joseph François (25 janvier 1720[23] - 19 février 1776[24]).

### Carrière

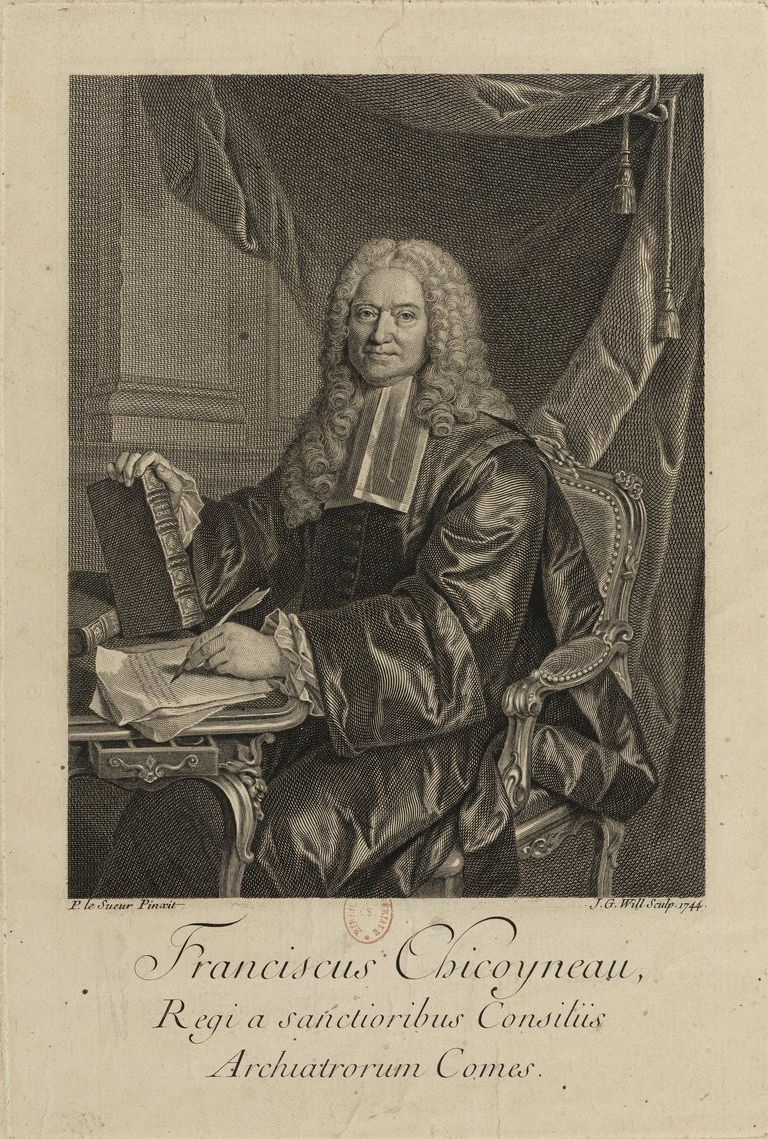
François Chicoyneau.
Gravure de Jean-Georges Wille
d'après P. Le Sueur (1744).

Destiné à la marine, Francois Chicoyneau étudie la médecine pour succéder à ses deux frères aînés, morts prématurément, et recueillir ainsi la survivance des nombreux emplois de son père. Son éducation est confiée à Pierre Chirac. Il reçoit le doctorat le 10 mars 1693. En 1695, il épouse la fille d'un bourgeois de Montpellier. En 1702, il est admis à la confrérie des Pénitents blancs de Montpellier, dont il devient prieur en 1705. Veuf depuis 1704, il se remarie en 1712 avec Marie Chirac, fille de son professeur.
En 1720, le Régent Philippe d'Orléans l'envoie à Marseille, où sévit une grave épidémie de peste. Il y fait preuve de courage et de dévouement. Secondé par son cousin Antoine Deidier et Jean Verny, il prodigue aux habitants soins et consolations. La conduite des médecins n’est pourtant pas exempte de reproches : réfutant toute idée de contagion, ils négligent d'utiles précautions. Au bout d'un an, François Chicoyneau regagne Montpellier, où on l'accueille avec enthousiasme.
En remerciement de sa conduite, il est fait conseiller d'État et chevalier de l’ordre de Saint-Michel. Louis XV érige en baronnie sa terre de Lavalette. En 1731, il le nomme médecin des Enfants de France.
En 1732, il succède à son beau-père Pierre Chirac, mort le 1er mars, comme Premier médecin du roi. Il conserve cette fonction jusqu’à sa mort. À ce titre, il bénéficie d’un logement au château de Versailles, dans l’aile des Princes. Cette même année, il est nommé associé libre de l’Académie des sciences. 
Il occupe aussi la charge de surintendant général des eaux minérales et médecines de France.
Veuf depuis septembre 1750, il décède au château de Versailles le 13 avril 1752. Il est inhumé le 15 en la paroisse Notre-Dame.
L'inventaire de ses biens est dressé en mai et août 1752.

## Postérité
François Chicoyneau s’oppose à l’égalité entre médecins et chirurgiens.
Il n’a laissé que des opuscules. Ceux sur la peste en réfutent à tort le caractère contagieux. Par contre, la thèse qu’il compose en 1718 sur le traitement de la syphilis, et fait soutenir par Antoine Pélissery, ne manque pas d'intérêt (Ergo ad curandam luem veneream frictiones mercuriales non in hunc finem adhibendæa ut salivæa fluxus concitetur ? - Ne faut-il donc pas employer des frictions au mercure provoquant un écoulement de la salive pour guérir la maladie vénérienne ?). Il y démontre que la méthode consistant à stimuler la salivation en appliquant du mercure, alors employée pour guérir la maladie, est toujours inutile et souvent dangereuse. Il préconise de pratiquer des frictions à moindre dose et plus espacées. Ce traitement, dit « par extinction », est en effet préférable à tous les autres. Mais François Chicoyneau n’en est pas l’inventeur : Jean Almenar et de Wendelin Hock l'ont proposé plus de deux siècles auparavant. 

## Publications
- Ergo ad curandam luem veneream frictiones mercuriales non in hunc finem adhibendæ ut salivæa fluxus concitetur ? (Ne faut-il donc pas employer des frictions au mercure provoquant un écoulement de la salive pour guérir la maladie vénérienne ?), Montpellier, 1718, in-8°.
- Relation succincte touchant les accidents de la peste de Marseille, son pronostic et sa curation, Paris, 1720, 51 p., in-8° (ouvrage rédigé en collaboration avec Verny et Soullier, autres médecins du Montpellier).
- Observations et Réflexions touchant la nature, les événements et le traitement de la peste de Marseille, Paris, Bruyset, 1721, in-12.
- Lettre de M. Chicoyneau, pour prouver ce qu’il a avancé dans ses Observations, Lyon, 1721, in-12.
- Oratio, qua communis de contagio pestilenti opinio refellitur (Discours qui réfute l'idée communément admise quant à la contagion de la peste), Montpellier, chez la veuve d’Honoré Pech, 1722, in-4°.
- An ægrotantes imaginarii solâ diversitate idearum, rejecto omni remediorum apparatu, sanandi sint ? (Les malades imaginaires du fait de la seule diversité de leurs idées sont-ils guérissables sans aucun remède ?), Montpellier, 1723, in-8.
- An febribus malignis, sive purpuratis, sive non purpuratis, statim post venæae sectionem in malleolo, emetica seu cathartico emetica, etiam non expectata morbi remissione, sint praescribenda ? (En cas de  fièvre maligne, pourpre ou pas, dont on n'espère aucune rémission, faut-il prescrire, immédiatement après une saignée à l'oreille, des émétiques ou des éméto-cathartiques ?), Montpellier, 1727, in-8.
- Traité des causes, des accidens et de la cure de la peste, avec un recueil d’observations, fait et imprimé par ordre du roi, avec Senac, Paris, Pierre-Jean Mariette, 1744, in-4°.
- Journal de la maladie de Louis XV à Metz août 1744, premier médecin du roi, éd. Paul Dorveaux, Paris, Honoré Champion, 1913.

## Sources
- Archives de la Confrérie des Pénitents blancs de Montpellier.